# Erwin Dold
Erwin Dold (* 16. November 1919 in Wagensteig, heute Ortsteil von Buchenbach, Landkreis Breisgau-Hochschwarzwald; † 11. September 2012) war Jagdflieger, Feldwebel der Luftwaffe und, obwohl kein Mitglied der NSDAP, Lagerkommandant im Konzentrationslager Dautmergen im heutigen Zollernalbkreis.

## Leben
Erwin Dold wuchs im Südschwarzwald auf, wo seine Eltern neben der Landwirtschaft einen Gasthof und ein Sägewerk betrieben. Als 14-Jähriger trat er der Hitlerjugend bei.
Im Dezember 1937 meldete er sich zur Luftwaffe, wo er zum Jagdflieger ausgebildet wurde. 1940 nahm er am Westfeldzug teil und wurde anschließend in Österreich, Rumänien und Russland eingesetzt, bevor er 1943 über der Krim abgeschossen wurde. Er überlebte schwer verletzt und war nicht mehr frontdienstfähig. Nach Aufenthalten in verschiedenen Lazaretten wurde er zum Fliegerhorst Freiburg im Breisgau versetzt, da eine dauerhafte Dienstunfähigkeit nicht attestiert wurde.

### Versetzung in das KZ Haslach
Im September 1944 wurde er als in die SS übernommener Wachmann in das KZ-Außenlager Sportplatz in Haslach im Kinzigtal versetzt. Nach Erkrankung seines Vorgesetzten übernahm er die Funktion des Lagerleiters. Die Heranziehung von Wehrmachtspersonal zu Führungspositionen in KZs war typisch für die von Personalnot geprägte Phase gegen Kriegsende. Ungewöhnlich war jedoch, dass Dold in diese Position versetzt wurde, obwohl er nie Mitglied der NSDAP war.
Mit der Auflösung des Lagers in Haslach wurde Dold Mitte Februar 1945 ins KZ Dautmergen versetzt. Dabei baten ihn Häftlinge, die ebenfalls nach Dautmergen verlegt wurden, bei ihnen zu bleiben, da sie es bei ihm gutgehabt hätten.

### Lagerkommandant im KZ Dautmergen
Das KZ Dautmergen war von August 1944 bis April 1945 im Rahmen des Unternehmens Wüste ein Außenlager des KZ Natzweiler-Struthof. Dort wurde Ölschiefer unter unmenschlichen Bedingungen abgebaut.
Anfang März 1945 wurde Dold Lagerkommandant. Er zeichnete sich durch menschliches Verhalten aus, verbot die Prügelei und sorgte für eine bessere Einrichtung des Lagers. Teils auf dem Schwarzmarkt, teils bei Bekannten beschaffte er Kleidung und Nahrung für die Insassen und sorgte für eine Verbesserung der hygienischen Verhältnisse. Mit illegalen Lastwagenfahrten schaffte er Lebensmittel heran und ließ inhaftierten Jugendlichen einen Fußball zukommen. Zudem weigerte er sich, bei einer für Anfang April 1945 geplanten Gruppenexekution von 22 Personen anwesend zu sein. Bei seiner Rückkehr war die Hinrichtung nicht vollzogen und er weigerte sich, ein Exekutionskommando zu benennen, und verließ erneut den Hinrichtungsort.

### Festnahme, Prozess und Freispruch
Bereits ab Februar 1945 wurde ein Großteil der Häftlinge in offenen Güterwaggons nach Dachau-Allach abtransportiert. Die rund 500 zurückgebliebenen Häftlinge wurden am 17. und 18. April 1945 auf Todesmärsche mit Ziel Dachau oder Tirol geschickt und größtenteils am 23. April 1945 in Altshausen befreit. Dold beschaffte Lebensmittel, Kleidung und Zigaretten für die Häftlinge und sorgte für ein humanes Verhalten ohne Erschießungen in seiner Gruppe.
Zeugenberichten zufolge verhinderten Erwin Dold, der Ostracher Bürgermeister und verschiedene Dorfbewohner durch ihr Einschreiten ein Massaker an Häftlingen, als SS-Angehörige eine Scheune, in der die Häftlinge untergebracht waren, mit Handgranaten sprengen oder anzünden wollten. Schließlich stellte er sich freiwillig der französischen Besatzungsmacht und wurde inhaftiert, nach Protesten ehemaliger Häftlinge jedoch wieder freigelassen.
Im Juli 1946 wurde Dold wiederum verhaftet und in das Internierungslager für Kriegsverbrecher nach Reutlingen gebracht. Im Rahmen dessen nahm er an Exhumierungsarbeiten der Massengräber beim KZ Dautmergen teil.
Am 1. Februar 1947 wurde er bei den Rastatter Kriegsverbrecherprozessen aufgrund der Zeugenaussagen von ehemaligen Häftlingen als einziger KZ-Kommandant wegen „erwiesener Unschuld“ freigesprochen.
1947 übernahm Dold in dritter Generation den elterlichen Betrieb, die Dold Holzwerke Buchenbach. Am 11. September 2012 verstarb Erwin Dold im Alter von 92 Jahren.

## Einordnung und Gedenken
Die Einschätzung Dolds sei unter Berücksichtigung der Umstände der letzten Kriegstage vorzunehmen. Das Ende des NS-Regimes war absehbar und auch Dold hatte ein elementares Interesse am eigenen Überleben. Auch wenn er von Häftlingen als „Engel“ bezeichnet wurde, nahmen ihn manche Häftlinge überhaupt nicht wahr. Die sinkenden Todeszahlen könne man ebenfalls nicht alleine auf das Wirken des Lagerkommandanten zurückführen, sondern sie seien im Hinblick auf veränderte Wetterbedingungen und möglicherweise abklingende Seuchen einzuschätzen.
Besonders bei den Todesmärschen hob er sich deutlich vom grausamen Vorgehen anderer Befehlshaber ab und zeichnete sich insgesamt durch Menschlichkeit aus. Ein ehemaliger Häftling beschrieb Dold als anständigen Menschen, der viel Gutes für die Häftlinge tun wollte, es aber nicht konnte, weil es das Lagersystem nicht erlaubte.
Am 8. November 2002 wurde Erwin Dold Ehrenbürger von Buchenbach.
Zu einem geplanten Kinofilm über sein Leben, dessen Dreharbeiten für Ende 2011 in Schömberg geplant waren, gab er dem Regisseur Christian Schumacher Tipps zur Gestaltung des Drehbuchs. Das für 2012/2013 noch beim Bundesverband Regie angekündigte Filmprojekt Himmel und Erde ruht jedoch oder wurde eingestellt.

## Film
- Der KZ-Kommandant. Die ungewöhnliche Geschichte des Erwin Dold, Dokumentarfilm von Manfred Bannenberg, Deutschland 1991.[21]